# Islands (álbum de The Band)
| Críticas profissionais | Críticas profissionais |
| Avaliações da crítica  | Avaliações da crítica  |
| Fonte                  | Avaliação              |
| ---------------------- | ---------------------- |
| allmusic               | 2 de 5 estrelas.       |
| Robert Christgau       | C+                     |

Islands é o nono álbum do grupo de rock The Band. Lançado em 1977, é o último trabalho de estúdio com todos os integrantes originais. Ancorado por sua versão de "Georgia on My Mind", gravada em 1976 para ajudar na campanha presidencial de Jimmy Carter e cercado de músicas que datam a 1972, foi concluído apenas para cumprir contrato com a Capitol Records.

## Faixas
1. "Right as Rain"
2. "Street Walker"
3. "Let the Night Fall"
4. "Ain't That a Lot of Love"
5. "Christmas Must Be Tonight"
6. "Islands"
7. "The Saga of Pepote Rouge"
8. "Georgia on My Mind"
9. "Knockin' Lost John"
10. "Livin' in a Dream"

## Créditos
- Rick Danko – baixo, vocais
- Levon Helm – bateria, vocais
- Garth Hudson – órgão, sintetizador, acordeão, flautim, saxofones tenor, alto e barítono
- Richard Manuel – piano acústico e elétrico, vocais
- Robbie Robertson – guitarra, vocais
- James Gordon – flauta em "Islands"
- Tom Malone – trombone em "Islands"
- John Simon – saxofone alto on "Islands"
- Larry Packer – violino em "Islands"
- Ed Anderson – engenheiro-de-som
- Neil Brody – engenheiro-de-som
- Rob Fraboni – engenheiro-de-som
- Nat Jeffrey – engenheiro-de-som